# ピアノ協奏曲第4番 (シャルヴェンカ)
ピアノ協奏曲第4番 ヘ短調 作品82は、フランツ・クサヴァー・シャルヴェンカが1908年に作曲したピアノ協奏曲。初演は、同年10月31日にベルリンのベートーヴェンザールで行われ、大きな成功を収めた。

## 概要
独学でピアノを学んでいたシャルヴェンカは、ベルリンでテオドール・クラクの音楽院に入学し、クラクにピアノを、リヒャルト・ヴュルストに作曲を師事して才能を開花させた。1869年11月29日にベルリン・ジングアカデミーの演奏会で、メンデルスゾーンの「ピアノ協奏曲第2番」を弾いてステージデビューを果たして以来、シャルヴェンカはピアニストとして、また教育者として華々しいキャリアを築いていた。ピアニストとしての彼は、上体を静止させながらの強靭かつ情熱的な演奏を賞賛されていた。
そのシャルヴェンカが満を持して書き上げた4作目のピアノ協奏曲は、作曲者自身の指揮、彼の弟子のマルタ・シーボルト（Martha Siebold）の独奏で初演された。この演奏会を絶賛したロンドンのミュージカル・タイムズ紙によれば、この演奏会を聴くためにベルリン中のピアノ演奏に関わる人々がほぼ全て集まったという。また、フランツ・リスト門下でシャルヴェンカの支持者であったモーリツ・ローゼンタールは、この曲の情熱的な側面を称賛している。この初演にはアルバニアのヴィルヘルム公と妻のゾフィー妃が臨席していた。演奏を聴いたゾフィー妃は、クララ・シューマンにも教えを受けたことのある音楽好きのエリザベタ王妃に曲を献呈してはどうかと提案し、これに従ったシャルヴェンカによりこの協奏曲は王妃に捧げられた。これにより彼はルーマニア、ブカレストの王宮に招かれて歓待を受け、長く病床にあった王妃に2台ピアノ編曲版でこの協奏曲を披露するなどしている。
シャルヴェンカ自身が独奏者となって初めて曲を披露したのは、1910年11月27日のニューヨーク・フィルハーモニックの演奏会で、指揮はグスタフ・マーラーだった。この演奏会もアメリカの音楽雑誌「Musical Courier」が絶賛するなど大成功を収め、彼は6回以上もカーテンコールを受けた。その後5ヶ月にわたるアメリカツアーの間も曲は熱狂的な歓迎を受け、ベルリンに戻ってからもフェルッチョ・ブゾーニの指揮と作曲者のピアノ、また作曲者の指揮とローゼンタールのピアノでの再演が続いた。

## 演奏時間
約39分

## 楽曲構成
第1楽章: アレグロ・パテティーコ ヘ短調 3/4拍子
管弦楽、ピアノそれぞれの短い導入に続き、ヘ短調の第1主題がオーケストラに出る。次にピアノが第2主題を穏やかに出した後、小規模で叙情的なカデンツァとなる。カデンツァでは「非常に静かに、自由な形で、即興的に sehr ruhig, frei im Vortrage, vie improvisirt」とドイツ語による指示が書かれている。その後、ピアノの同音連打、和音連打が目覚しい効果を見せる経過句を経て提示部を終える。展開部は主に第1主題に基づいたもので、その途中に第2主題がピアノで再現されている。堂々とした再現部では第1主題が再現されると、第2主題の再現なしに提示部同様のカデンツァに進み、その後管弦楽のみで縮小された形で第2主題が扱われる。提示部同様の結尾句を経て、充実したコーダとなり楽章を終える。
第2楽章: 間奏曲 (Intermezzo): アレグレット・モルト・トランクィロ 変イ長調 2/4拍子
12小節の導入の後、木管楽器のスタッカートに乗って、弦楽器がトリルが印象的なのどかな主題を出す。その後ピアノが引き継ぎ、華麗な装飾を加えるなどして発展した。次に速度を上げて重音主体のやや重苦しい部分に入るが、すぐにピアノのカデンツァとなる。ここでも「速く、熱意を持って Schnell, fehtig」とドイツ語表記が見られる。その後、のどかな主題を再現して、ピアノのピアニッシッシモ（ppp）のアルペジオで静かに終わる。
第3楽章: レント・メスト 嬰ハ短調〜変ニ長調 → アレグロ・コン・フォーコ ヘ短調～ヘ長調 4/4拍子
ファゴット等によって、陰鬱な主題が出される。ピアノが引き継いで夢想的になるものの、重苦しい楽想との行き来と繰り返す。ファゴットが第1楽章第1主題を回想しながら盛り上がり、速度を上げてヘ短調の主部に至る。ここではソリストに急速な重音、スケール、アルペジオ、跳躍などの困難な技巧が要求されている。第2の主題はヘ長調でピアノに出される堂々としたものである。ピアノ両手による猛烈なグリッサンドから再びヘ短調の部分が奏された後、ヘ長調に転じて第1楽章の両主題を回想しつつ盛り上がり、速度を落とすことなく明るく全曲を終える。